# Adam Kappacher
Adam Kappacher (Schwarzach im Pongau, 15 dicembre 1993) è uno sciatore freestyle austriaco, specialista dello ski cross.

## Biografia
Originario di Schwarzach im Pongau e attivo in gare FIS dal marzo 2011, Adam Kappacher ha debuttato in Coppa del Mondo il 6 febbraio 2015, giungendo 62º nello ski cross ad Arosa. A Idre Fjäll, il 22 gennaio 2022, ha ottenuto il suo primo podio nel massimo circuito, classificandosi al 3º posto nella gara vinta dallo svizzero Ryan Regez.

## Palmarès

### Coppa del Mondo
- Miglior piazzamento nella Coppa del Mondo di ski cross: 11º nel 2024
- 2 podi:
  - 1 vittoria
  - 1 terzo posto

#### Coppa del Mondo - vittorie
| Data             | Località    | Paese   | Specialità |
| ---------------- | ----------- | ------- | ---------- |
| 13 dicembre 2024 | Val Thorens | Francia | SX         |

Legenda:

SX = ski cross